# Na Wspólnej
Na Wspólnej és una sèrie dramàtica polonesa. Es publica des de l'any 2003 al canal TVN com a telenovel·la insígnia entre setmana en hora de màxima audiència. Es basa lliurement en la producció alemanya Unter uns i segueix la vida dels habitants d'un bloc d'apartaments al carrer Wspólna, Varsòvia. Els episodis solen durar uns 20 minuts (sense anuncis). És una versió polonesa de l'hongarès Barátok közt.
La sèrie està rodada gairebé íntegrament a Varsòvia i produïda per la filial polonesa de Freemantle Media. En 2020, la telenovel·la de televisió polonesa va superar els 3.000 capítols.